# Lijst van nummer 1-hits in Finland in 2015
Deze hits stonden in 2015 op nummer 1 in de Suomen virallinen lista, de bekendste hitlijst in Finland.
| Datum | Artiest                          | Titel                |
| ----- | -------------------------------- | -------------------- |
| 1     | Spekti & Tasis                   | Macho fantastico     |
| 2     | Calvin Harris & Ellie Goulding   | Outside              |
| 3     | Calvin Harris & Ellie Goulding   | Outside              |
| 4     | Martin Tungevaag                 | Samsara 2015         |
| 5     | Martin Tungevaag                 | Samsara 2015         |
| 6     | Martin Tungevaag                 | Samsara 2015         |
| 7     | Martin Tungevaag                 | Samsara 2015         |
| 8     | Martin Tungevaag                 | Samsara 2015         |
| 9     | Ellie Goulding                   | Love me like you do  |
| 10    | Ellie Goulding                   | Love me like you do  |
| 11    | Ellie Goulding                   | Love me like you do  |
| 12    | Ellie Goulding                   | Love me like you do  |
| 13    | Major Lazer, DJ Snake & MØ       | Lean on              |
| 14    | Major Lazer, DJ Snake & MØ       | Lean on              |
| 15    | Major Lazer, DJ Snake & MØ       | Lean on              |
| 16    | Wiz Khalifa & Charlie Puth       | See you again        |
| 17    | Wiz Khalifa & Charlie Puth       | See you again        |
| 18    | Wiz Khalifa & Charlie Puth       | See you again        |
| 19    | Major Lazer, DJ Snake & MØ       | Lean on              |
| 20    | Teflon Brothers & Sahamies       | Pämppää              |
| 21    | Teflon Brothers & Sahamies       | Pämppää              |
| 22    | Teflon Brothers & Sahamies       | Pämppää              |
| 23    | Teflon Brothers & Sahamies       | Pämppää              |
| 24    | Teflon Brothers & Sahamies       | Pämppää              |
| 25    | Teflon Brothers & Sahamies       | Pämppää              |
| 26    | Teflon Brothers & Sahamies       | Pämppää              |
| 27    | Teflon Brothers & Sahamies       | Pämppää              |
| 28    | Teflon Brothers & Sahamies       | Pämppää              |
| 29    | Roopen Salminen & Koirat         | Madafakin darra      |
| 30    | JVG                              | Tarkenee             |
| 31    | JVG                              | Tarkenee             |
| 32    | JVG                              | Tarkenee             |
| 33    | JVG                              | Tarkenee             |
| 34    | JVG                              | Tarkenee             |
| 35    | Cheek                            | Sä huudat            |
| 36    | Cheek                            | Sä huudat            |
| 37    | Justin Bieber                    | What do you mean?    |
| 38    | Justin Bieber                    | What do you mean?    |
| 39    | Antti Tuisku                     | Sata salamaa         |
| 40    | Antti Tuisku                     | Sata salamaa         |
| 41    | Antti Tuisku                     | Sata salamaa         |
| 42    | Nikke Ankara & Aki Tykki         | Värfilmi             |
| 43    | Cheek & Ilta                     | Sillat               |
| 44    | Cheek & Ilta                     | Sillat               |
| 45    | Adele                            | Hello                |
| 46    | VilleGalle & Sanni               | Lähtisitkö           |
| 47    | VilleGalle & Sanni               | Lähtisitkö           |
| 48    | Adele                            | Hello                |
| 49    | Adele                            | Hello                |
| 50    | Tungevaag, Raaban & Charlie Who? | Russian roulette     |
| 51    | Tungevaag, Raaban & Charlie Who? | Russian roulette     |
| 52    | Antti Tuisku & Nikke Ankara      | Party (Papiidipaadi) |
| 53    | Evelina & Mikael Gabriel         | Honey                |